# NGC 3624
NGC 3624 ist eine Balken-Spiralgalaxie vom Hubble-Typ SBb im Sternbild Löwe auf der Ekliptik. Sie ist schätzungsweise 490 Millionen Lichtjahre von der Milchstraße entfernt.
Das Objekt wurde am 27. Dezember 1827 von John Herschel entdeckt.